# Chelidonium testaceicorne
Chelidonium testaceicorne är en skalbaggsart som beskrevs av Maurice Pic 1946. Chelidonium testaceicorne ingår i släktet Chelidonium och familjen långhorningar. Inga underarter finns listade i Catalogue of Life.